# Xylobium corrugatum
Xylobium corrugatum är en orkidéart som först beskrevs av John Lindley, och fick sitt nu gällande namn av Robert Allen Rolfe. Xylobium corrugatum ingår i släktet Xylobium och familjen orkidéer. Inga underarter finns listade i Catalogue of Life.